# Saldubella longipennis
Saldubella longipennis är en tvåvingeart som beskrevs av James 1977. Saldubella longipennis ingår i släktet Saldubella och familjen vapenflugor. Inga underarter finns listade i Catalogue of Life.